# CASA C-101 Aviojet
El CASA C-101 Aviojet es un avión de reacción monomotor de entrenamiento avanzado y ataque ligero fabricado por la compañía española Construcciones Aeronáuticas S.A. y diseñado en colaboración con Northrop y MBB. También fue fabricado en Chile bajo licencia por la empresa aeronáutica chilena ENAER,  siendo denominadas las versiones chilenas como T-36 Halcón (entrenamiento  avanzado) y A-36 Halcón (ataque ligero). Es utilizado por el Ejército del Aire y del Espacio de España, donde es apodado Mirlo, la Fuerza Aérea de Chile, la Fuerza Aérea Hondureña (ambas lo denominan Halcón, aunque la primera dispone también de una versión con aviónica mejorada, que incluye un radar telemétrico Toqui de fabricación local, y que es designada como Halcón II) y por la Real Fuerza Aérea Jordana. Fue durante cuarenta años el modelo de avión utilizado por la Patrulla Águila en sus exhibiciones de acrobacia aérea.
Su designación como C-101 sigue el esquema de los aviones diseñados por CASA, con la C inicial del fabricante y, a continuación, un número de tres dígitos, de los que el primero corresponde al número de motores, uno en este caso, habiéndose elegido los dos siguientes por ser el primer monomotor diseñado por la empresa. La vida útil de este avión terminó en el 2020-2021; el Ministerio de Defensa convocó un concurso público para la compra de un avión de entrenamiento integrado para la Academia General del Aire (AGA), de San Javier (Murcia), con un valor estimado de 225 millones de euros, empezando esta en 2020 y finalizando el 31 de diciembre de 2022. Fueron sustituidos en 2022, en su labor de entrenamiento, por el Pilatus PC-21.

## Desarrollo

### Origen

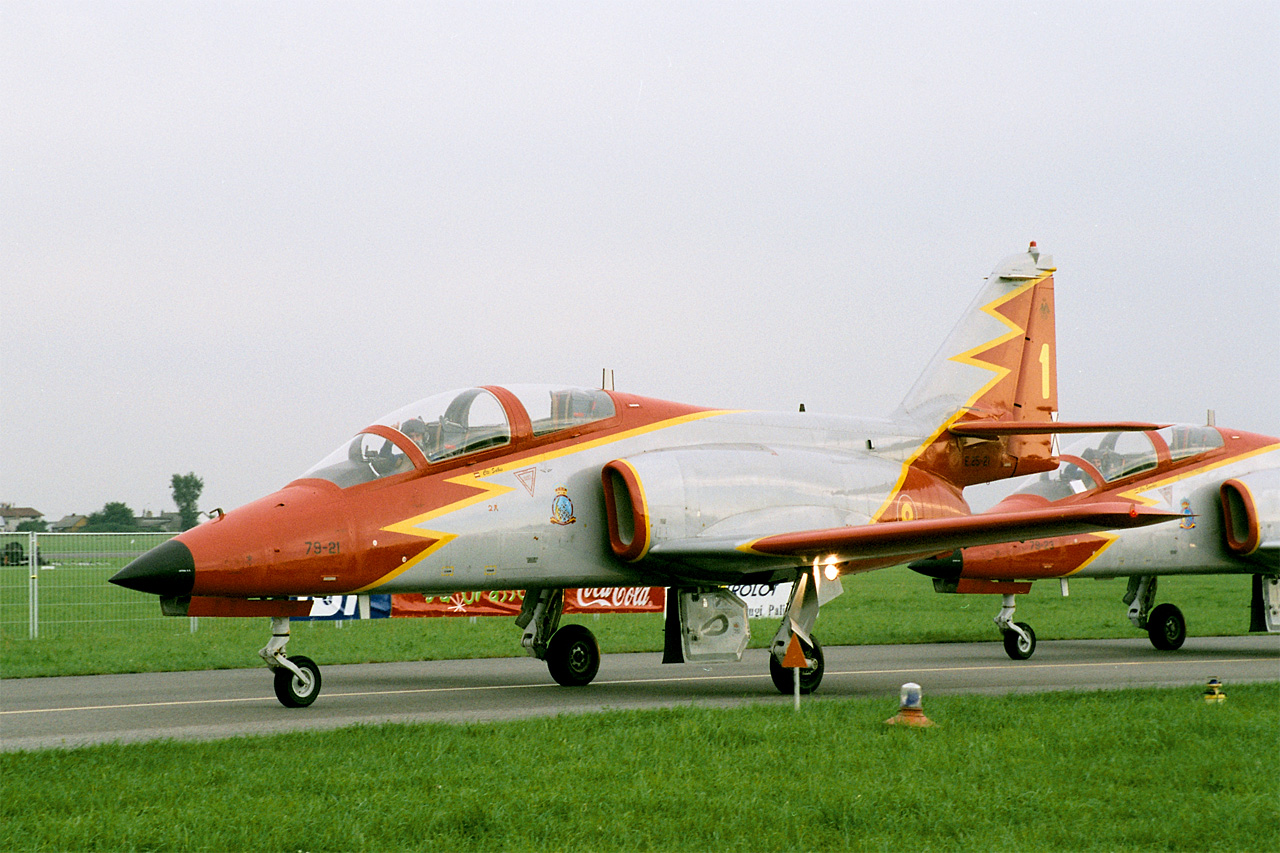
C-101EB de la Patrulla Águila.

El C-101 “Aviojet” tiene como origen la petición del Ejército del Aire para un avión de entrenamiento y ataque ligero que sustituyese a los más de 100 Hispano Aviación HA-200 Saeta, HA-220 Súper Saeta y los famosos Lockheed T-33, derivado biplaza del primer caza estadounidense de reacción, el Lockheed F-80 Shooting Star, en servicio en diversas unidades del Ejército del Aire. El 16 de septiembre de 1975, el Ejército del Aire firmaba un contrato con CASA para el diseño, construcción de maquetas, pruebas de túnel de viento, construcción de dos células para pruebas estáticas y de fatiga de materiales, y la construcción y desarrollo de cuatro prototipos de vuelo para un nuevo reactor de entrenamiento. El año anterior, la Oficina de Proyectos de CASA en Sevilla y los correspondientes departamentos en Madrid se habían ocupado intensamente, en diversos estudios de mercado (había que prever también la posible exportación y entrenamiento de pilotos militares en otros países) y sobre todo en serios trabajos de costes a fin de abordar desde una concepción realista el proyecto del futuro entrenador.

### Requisitos

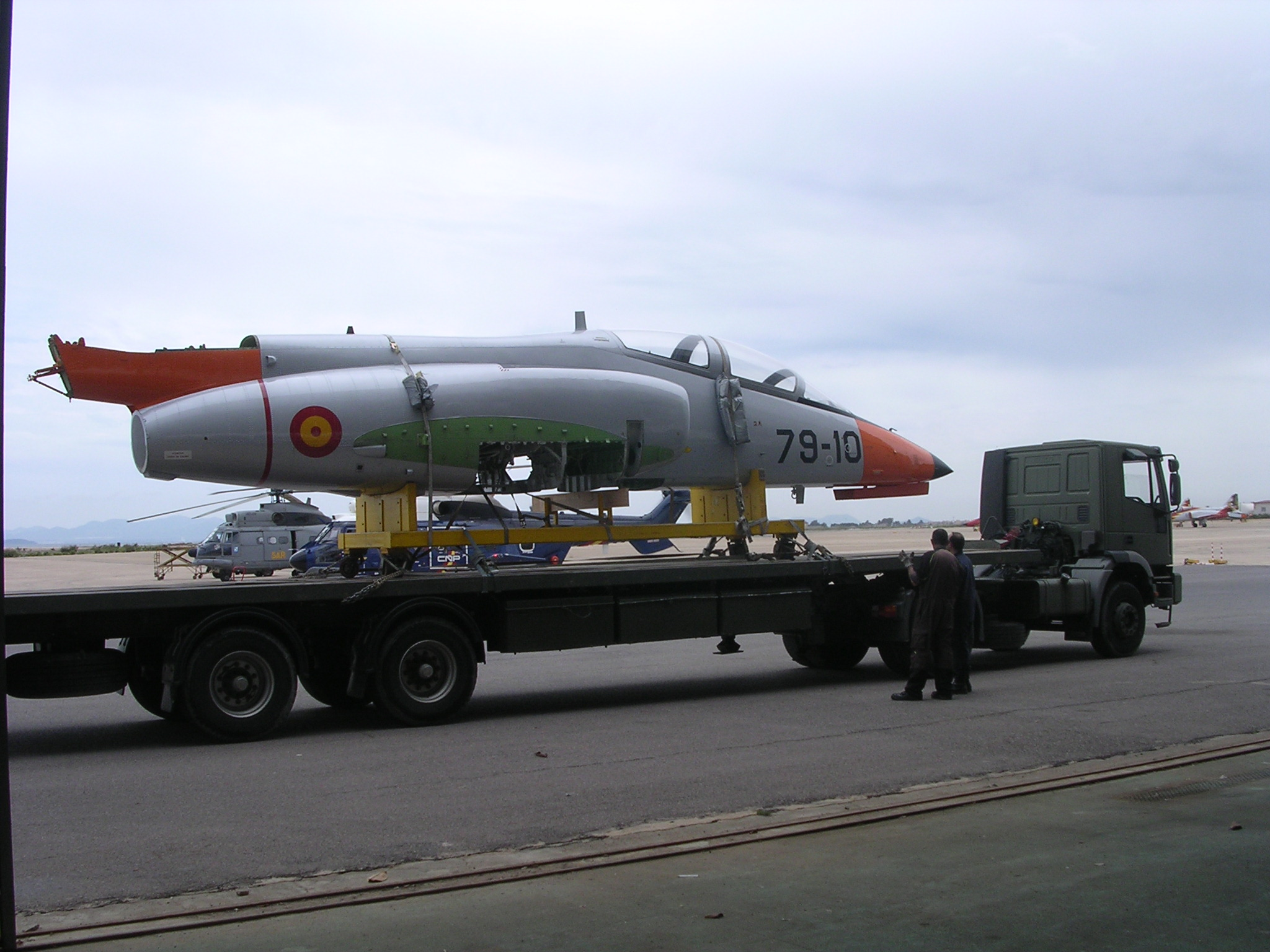
C-101 listo para su transporte por carretera.

Así, el avión quedó definido como de enseñanza básica y avanzada en vuelo subsónico, pero equipado con los equipos de a bordo más modernos para facilitar el paso sin transiciones a reactores de combate. Debía poseer una buena aceleración, con vistas a acostumbrar a los futuros pilotos militares a las prestaciones de aparatos más avanzados; ser muy maniobrable a alta y baja cota, y finalmente, admitir factores de carga comprendidos entre +7,5 y -3,75 g. Por si ello fuera poco, el Aviojet debía ser capaz de aterrizar a 100 nudos (185 km/h) y mantenerse en vuelo invertido durante 20 s.
Otras cláusulas de la ponencia de definición, llevada a cabo por personal militar y de la empresa constructora, especificaban además que, como correspondía a su misión de entrenador, debería poseer gran visibilidad en los dos puestos de pilotaje, contar con sistema de encapuchado del alumno para la enseñanza del vuelo sin visibilidad, y disponer, en aras de la seguridad, de asientos eyectables a altura y velocidad cero, es decir asegurar el escape de los dos tripulantes aun con el avión estacionado en tierra.
Otra condición previa era la ausencia de depósitos externos de combustible, que en todo caso no podrían ser fijos ni de punta de ala. Los depósitos internos deberían ser antiexplosiones. Las definiciones concernientes al tren de aterrizaje abarcaban diferentes aspectos: debía proyectarse para operar a velocidades de descenso de 34 m/s y poseer frenos de disco, sistema antideslizante, rueda delantera orientable y neumáticos de baja presión.
Los mandos del futuro avión debían incluir compensadores eléctricos e incrementadores en alabeo. El apartado de sistemas incluía la adopción de TACAN, VOR-ILS, UHF, VHF e IFF-SIF. Por otra parte, el documento de definición preliminar insistía en dos conceptos considerados esenciales: la mantenibilidad y la accesibilidad.
Un requisito que resultó determinante en el diseño del avión fue el de que tuviera capacidad de trasladarse sin necesidad de depósitos adicionales desde la Península hasta Canarias. Hay que tener en cuenta que cuando se empezó a trabajar en este avión (el primer contrato se firmó como se ha indicado el 16 de septiembre de 1975), el Sáhara Occidental estaba todavía en manos españolas, y se preveía que el Aviojet realizara misiones de apoyo en ese territorio, como hacían en ese momento los Hispano Aviación HA-220 Súper Saeta a los que debía sustituir. Al final, para cuando el avión despegó por primera vez, España ya había abandonado el Sáhara, con lo que esta característica nunca ha llegado a utilizarse, pero aun así condicionó todo el proyecto, lastrándolo, ya que para conseguir una autonomía tan considerable para un avión de su tamaño hubo que sacrificar las prestaciones, diseñando un ala de flecha muy reducida, que por un lado reducía el consumo pero por otro también disminuía la velocidad máxima, lo cual fue un factor clave en su escaso éxito comercial.
Concretadas pues las imposiciones preliminares, se procedió a la asignación de trabajos de diseño, en los que participaron las Oficinas de Proyectos de Madrid y Sevilla. Asimismo se requirió el concurso de la empresa alemana Messerschmitt-Bölkow-Blohm (MBB), para el diseño de la estructura trasera del fuselaje, y el de la americana Northrop, que se encargó de las tomas de aire y del perfil alar, buscando la máxima eficiencia de ambos.

### Elección de la planta motriz

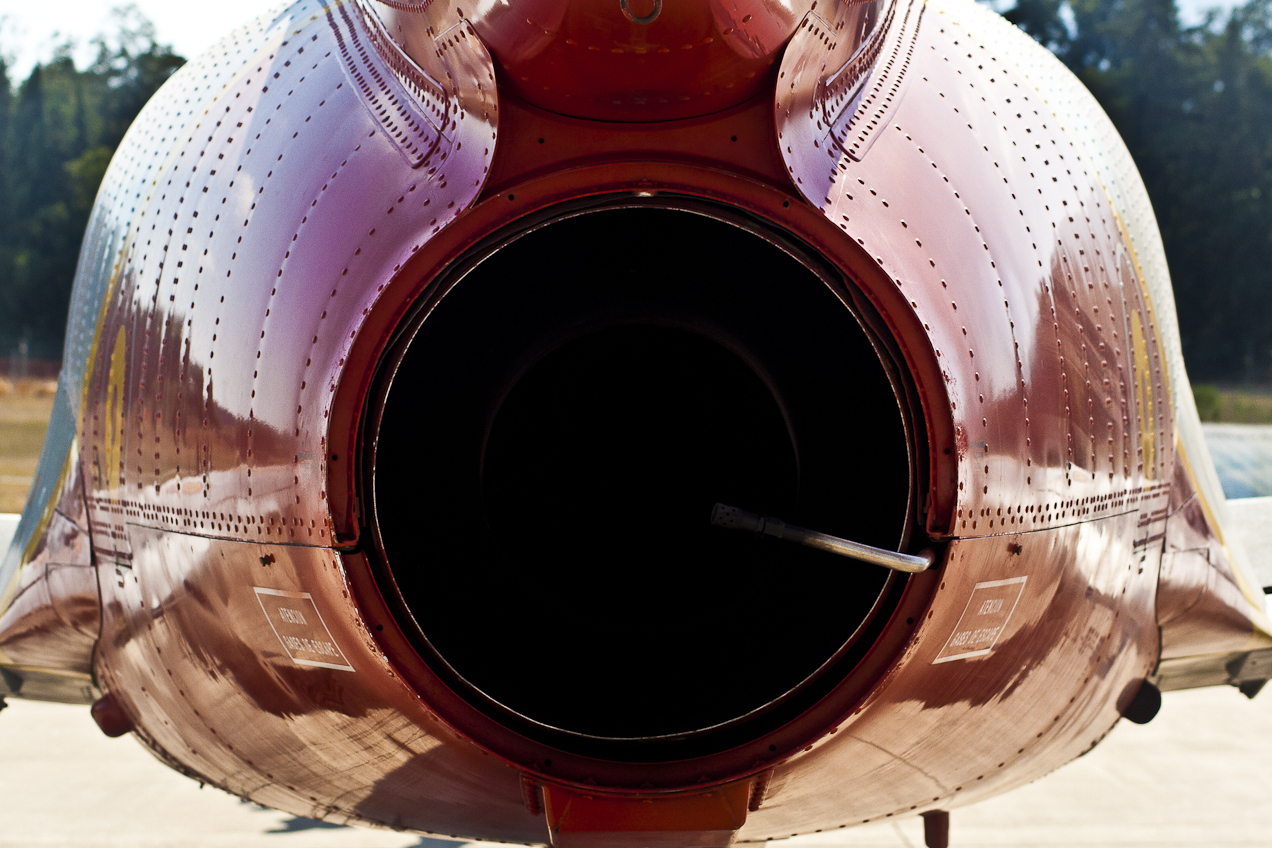
Tobera del motor Garrett TFE731 de un C-101.

Pese a que desde un primer momento empezaron a perfilarse las soluciones estructurales y de diseño y los trabajos avanzaban a buen ritmo, subsistía una incógnita fundamental: la planta motriz adecuada. El documento de definición preliminar había preseleccionado varias alternativas propulsoras. Una comprendía dos turborreactores de doble flujo (Snecma-Turbomeca Larzac 04 y Garrett (hoy Honeywell) TFE-731), y otras dos turborreactores puros (General Electric J85-4A y Rolls-Royce Viper 540), todos ellos con relaciones de empuje comprendidas entre los 1340 y los 1675 kg. La elección de una u otra alternativa correspondía en principio a CASA, que debía considerar los motores y elaborar un informe sobre costes, comportamiento y mantenimiento; dicho informe debía ser estudiado posteriormente por el Ejército del Aire, que era quien tenía la última palabra en cuanto a la decisión.
Pronto se descartaron los reactores puros de General Electric y Rolls-Royce por razones de coste y consumo de combustible, importante este segundo punto si se considera el escabroso tema de la relación consumo-hora de vuelo, fundamental en la vertiente económica del entrenamiento eficaz de pilotos militares.
La eficiencia y ahorro de combustible en los turbofán eran de todos conocidos. El TFE-731 de Garrett se estudió detenidamente y más teniendo en cuenta que CASA conocía el buen resultado de los motores Garrett (el TPE-331 equipaba al CASA C-212 Aviocar). Pese a todo, la planta motriz propuesta solo había sido instalada en aviones civiles, como el Dassault Falcon 20, y se ignoraba su comportamiento en un avión que tuviera que cumplimentar las misiones exigidas al Aviojet. El SNECMA-Turbomeca Larzac 04, que equipa al Alpha Jet, era un motor fiable pero adolecía de menor empuje y un 50% más de consumo específico que el motor estadounidense.
Finalmente, se escogió el Garrett, ya que, aparte de las seguridades ofrecidas en cuanto a la implantación en el Aviojet de su planta impulsora, pesaron otros condicionantes. El turbofán Garrett TFE-731-2 de alta relación de derivación (2,82:1) se beneficia de una estudiada construcción modular que facilita su mantenimiento, pesa 327 kg y desarrolla un empuje máximo de 1587 kg a nivel del mar. Asimismo destaca su bajo consumo específico, cifrado en 0,22 kilos/hora/kilo empuje, como también su excelente comportamiento bajo factores de carga elevados. La adopción del TFE-731-2 acarreó modificaciones sustanciales en las maquetas para pruebas estáticas y de ubicación de componentes, que ya se estaban produciendo. La importante cantidad de aire que admite este tipo de turbofán obligó a rediseñar y ampliar tanto las tomas de aire como los conductos del mismo al motor. De igual modo, el considerable diámetro del motor impuso la remodelación de su emplazamiento, aunque en tal operación se ganó en capacidad de combustible, hasta superar las más optimistas previsiones en cuanto a autonomía y alcance.

### Fase de pruebas

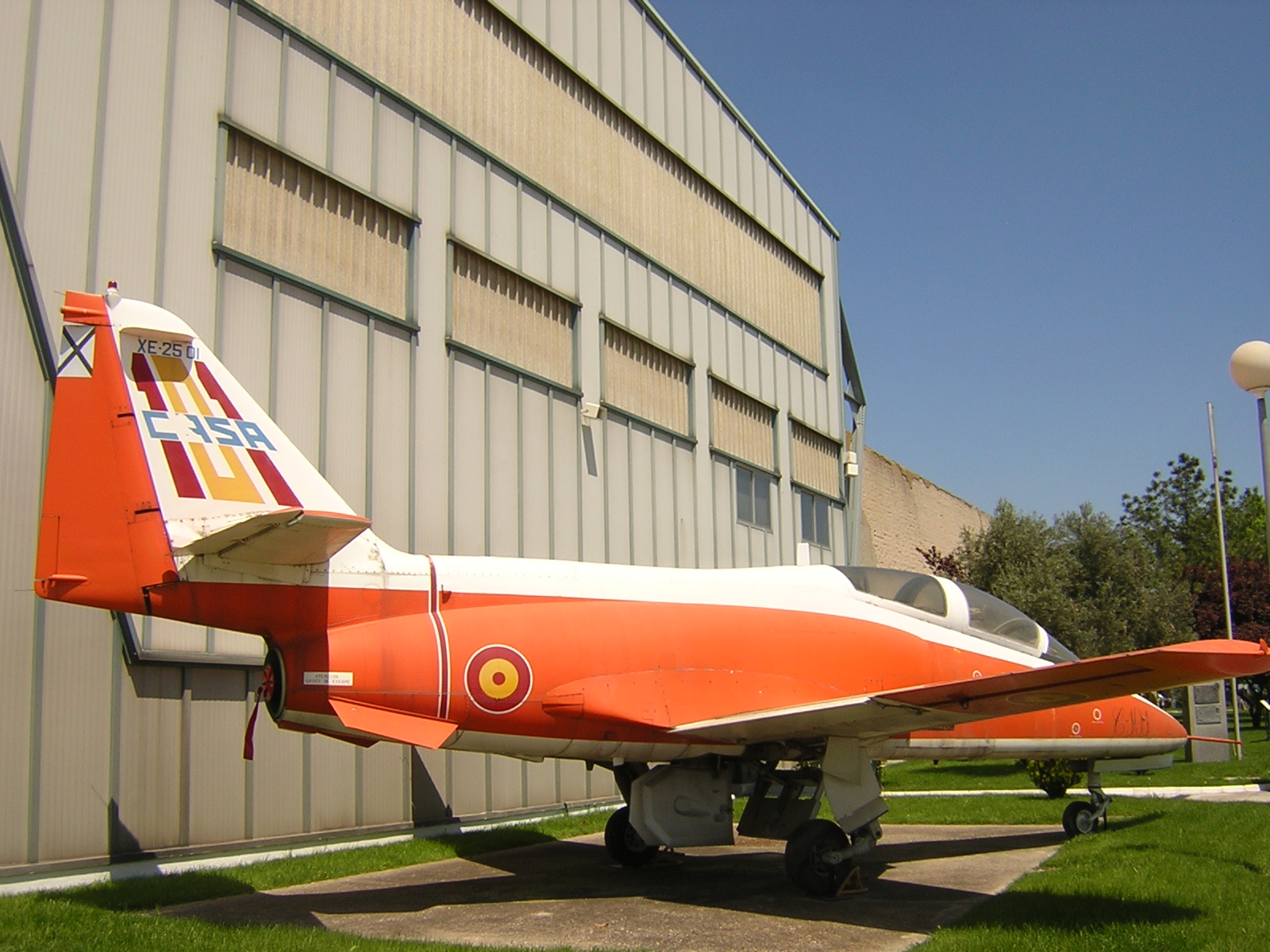
El primer prototipo del Aviojet, actualmente expuesto en el Museo del Aire de Cuatro Vientos.

Completadas las maquetas estáticas, se estructuraron las pruebas en túneles de viento, la primera de las cuales tuvo lugar en el túnel n.º 1 del Instituto Nacional de Técnica Aeroespacial (INTA) «Esteban Terradas», cumplimentándose en él las pruebas de baja velocidad con un modelo a escala 1/7. A continuación, se efectuaron las pruebas de alta velocidad en el túnel supersónico del Royal Aircraft Establishment de Bedford, Inglaterra, y el proceso se concluyó en Lille, Francia, donde el Aviojet fue sometido a los ensayos de comportamiento en barrena por medio de una maqueta a escala 1/18.
Mientras la máquina era sometida a procesos similares, los hombres que debían probarla se preparaban para llevar a cabo su misión. Los comandantes Verano y Delgado de CASA, Richard G.Thomas de Northrop y dos pilotos del 406º Escuadrón del INTA, se desplazaron a Garrett Corporation en Phoenix (Arizona), donde debían seguir un cursillo de habituamiento a las características de la planta motriz.
Tras múltiples ensayos de rigidez estructural, desarrollados en Getafe, y ensayos de funcionamiento de equipos, y tras los refinamientos y correcciones debidos a esos trabajos, se celebró en la factoría de Getafe la salida de hangar del prototipo P1, matriculado XE-25-01 y pintado con un esquema naranja y blanco. Era el 28 de mayo de 1977.
El 27 de junio, cuatro días antes de la fecha prevista, el P1 despegó pilotado por el coronel De la Cruz Jiménez. El vuelo, en el que simplemente se intentaba comprobar la obediencia de los mandos y en el que ni siquiera, para más seguridad, se replegó el tren de aterrizaje, demostró que el nuevo avión era una máquina muy maniobrera, hasta el punto de que los dos Saeta del 406º Escuadrón que le acompañaban como aviones de escolta se las vieron y desearon para seguir al C-101 en los virajes que efectuaba. Al día siguiente se llevó a cabo un segundo vuelo de pruebas, en el que ya se replegó el tren de aterrizaje, y en el que se efectuaron comprobaciones de velocidad, ajustando la del C-101 a la real de los Saeta de acompañamiento. El día 29 se presentó el Aviojet oficialmente, en un acto al que asistió el Rey don Juan Carlos. Seguidamente comenzaron los ensayos preliminares, que totalizaron 80 vuelos y 107 horas, a lo largo de los cuales se comprobaron diversas prestaciones, cualidades de vuelo, sistemas, etc. El 30 de septiembre voló el prototipo P2, este pintado en azul y blanco.
Una vez entregados los informes preliminares del INTA al Ministerio del Aire, se pasó al análisis y corrección de defectos, como la ausencia de señales naturales de entrada en pérdida, cuando el avión se encontraba en configuración sucia, la inefectividad de los flaps a partir de 30 grados y la tendencia al encabritado cuando se accionaba el aerofreno ventral. En cambio, la respuesta eficaz a los mandos, excelente comportamiento acrobático, buena estabilidad longitudinal, total ausencia de vibraciones de flameo en la envolvente estudiada, y otras características altamente positivas, condujeron a que el informe del INTA resultara plenamente favorable. Por otro lado, los defectos observados tenían fácil solución.
El P2 voló provisto de instrumental más avanzado para registrar las evaluaciones en vuelo y principalmente medir el comportamiento real del turbofán. El prototipo P3, disponible desde el 26 de enero de 1978, incorporó, como el P2, seis soportes subalares para el ensayo de las cargas militares necesarias en su misión de entrenador de armas. El P4, que ya puede ser considerado como ejemplar de preserie, voló el 17 de abril, 14 días antes de la fecha prevista. A lo largo de las pruebas se llevó a cabo la paulatina adopción de modificaciones; el P2 montó ya el ala definitiva con la extensión de la raíz del borde de ataque (LERX), y el P3 el aerofreno de configuración final. Durante la fase de «puesta a punto», se instaló un sistema de aviso de entrada en pérdida, nuevo aerofreno, rediseño del perfil de los timones de profundidad, mejoras en los sistemas, modificaciones en la accesibilidad, se optimizaron los dispositivos de escape de emergencia, y se amplió el dominio en los límites de factor de carga. Todas estas mejoras condujeron a que, a finales de 1978, el INTA concediera la Homologación de Tipo, con el número 530/78/1.

### Mayoría de edad

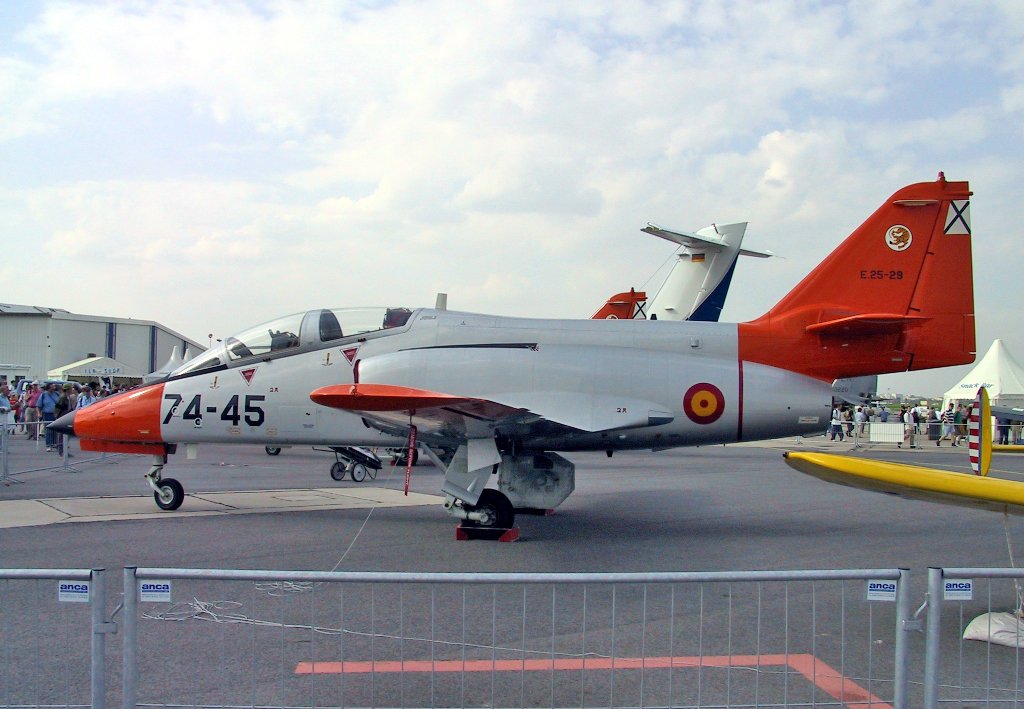
CASA C-101EB del Ejército del Aire en la Exhibición Aeroespacial Internacional (ILA) de 2002.

La «suelta» internacional del C-101 no desmereció en absoluto la calidad del producto. Siguiendo la tradición viajera de su hermano mayor el C-212 Aviocar, y consiguiendo, como él, unas altas cotas de interés y expectación, el Aviojet participó en los salones aeronáuticos de Le Bourget y Farnborough, en la que apareció vestido «a la sueca», es decir, con un esquema de camuflaje más parecido al de un Saab Viggen que al de un avión propio de las fuerzas aéreas españolas. También fue el centro de atención en varias demostraciones ante delegaciones extranjeras y nacionales.
Finalmente, el 17 de marzo de 1980 tuvo lugar la entrega oficial de los cuatro primeros aviones de serie al Ejército del Aire. El primer C-101 entró en servicio el 4 de abril de 1980 en el 793º Escuadrón de la Academia General del Aire de San Javier (Murcia).[cita requerida]

### Programa de sustitución
Desde el año 2009, el Ejército del Aire estaba procediendo a realizar un programa de evaluación sobre los posibles sustitutos del C-101, debido a que los mismos se encontraban cercanos al final de su vida operativa, a lo que se unía la inexistencia de un programa de modernización integral, que tendría que abarcar tanto la estructura como su aviónica. El Ejército del Aire buscaba sustituir, en primer término, a las unidades del C-101 que realizan las labores de entrenamiento básico en la Academia General del Aire. Para ello se evaluaron como posibles candidatos al Beechcraft T-6 Texan II, al Pilatus PC-9, al Pilatus PC-21 y al PZL-130 Orlik. A finales de 2019 fue elegido el turbohélice de fabricación suiza Pilatus PC-21, que los irá sustituyendo a partir de septiembre de 2022. Las capacidades de entrenador de armas y caza, además de ataque a suelo, las reemplazaría el Futuro Entrenador de Reacción de Airbus (en inglés, Airbus Future Jet Trainer, AFJT) a partir de 2027. El 29 de julio de 2022 realizaron su último vuelo dedicado a la enseñanza.

## Diseño

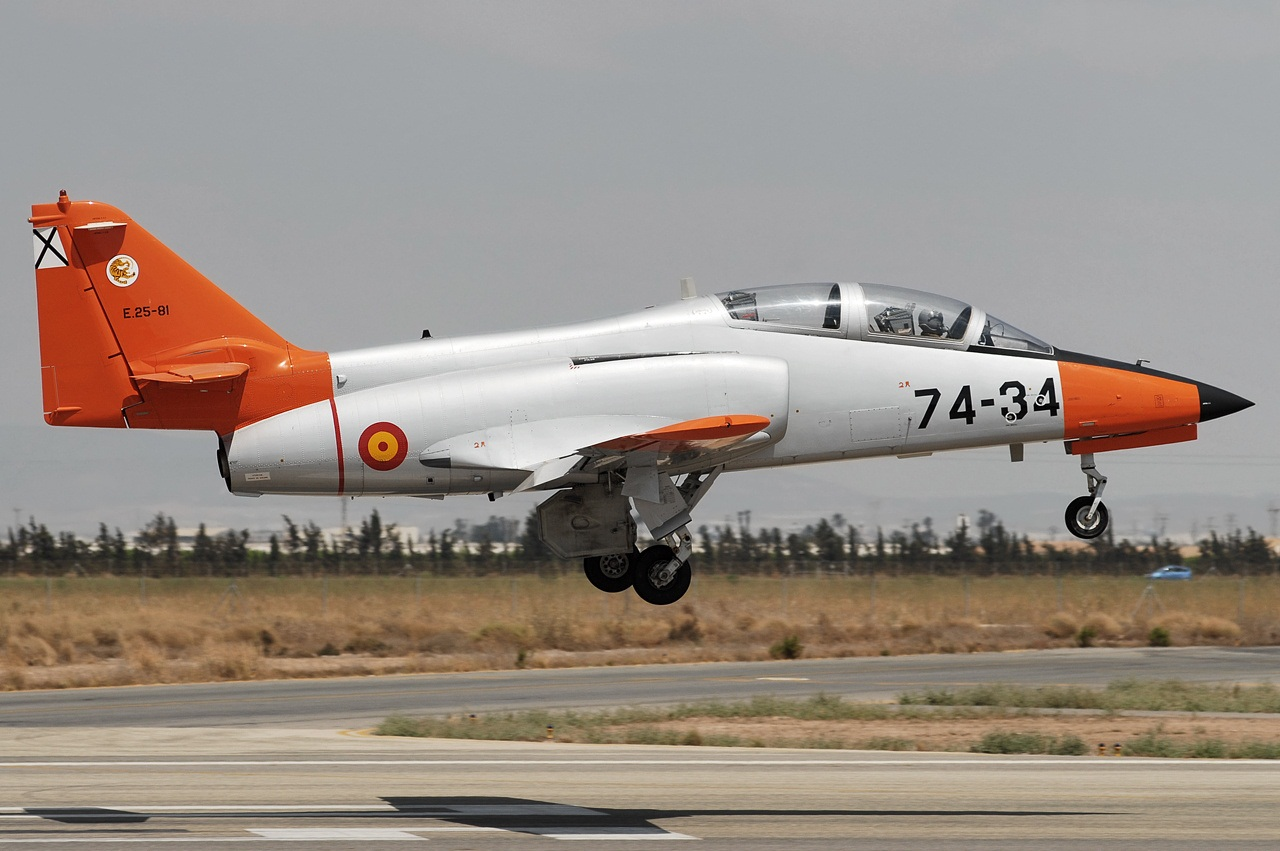
Un C-101EB aterrizando en el Aeropuerto de Murcia-San Javier.

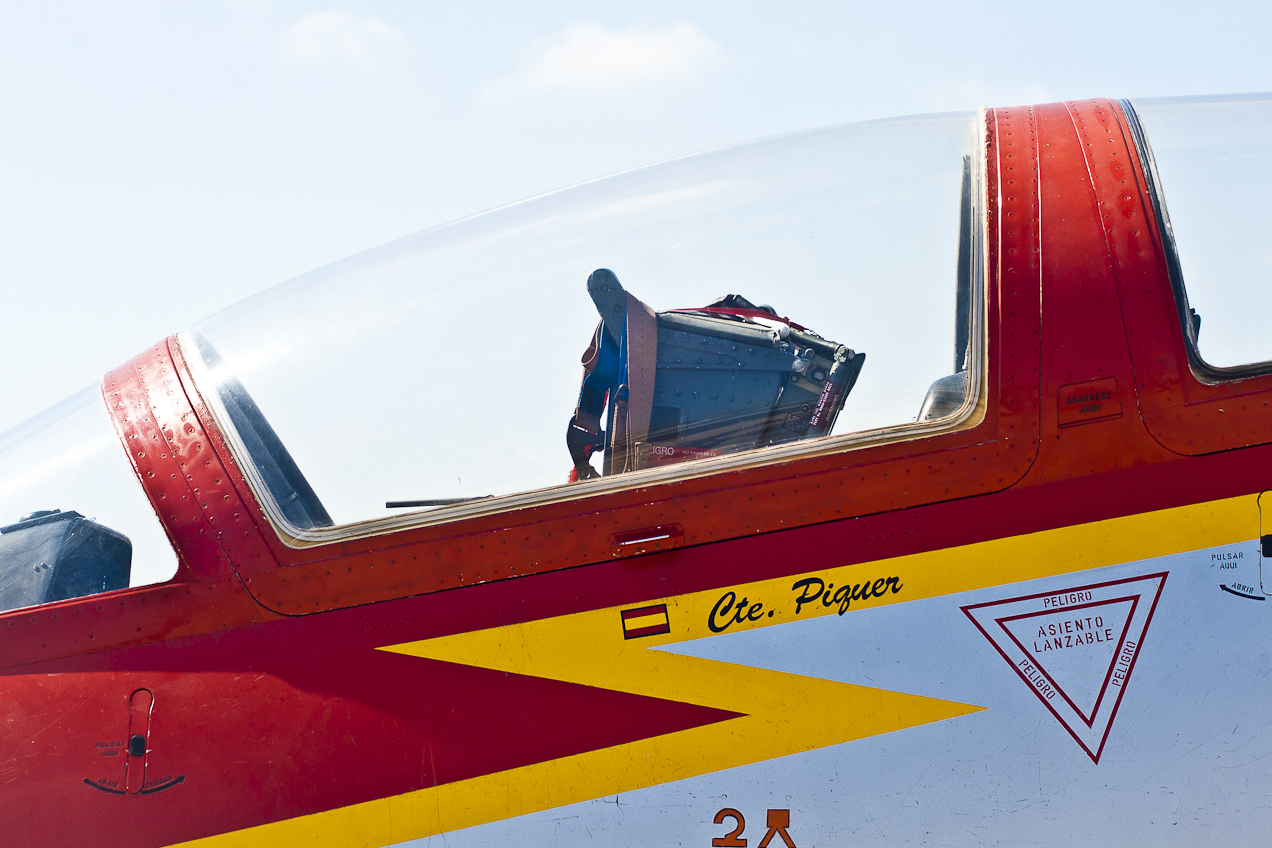
Cabina delantera de un C-101 de la Patrulla Águila.

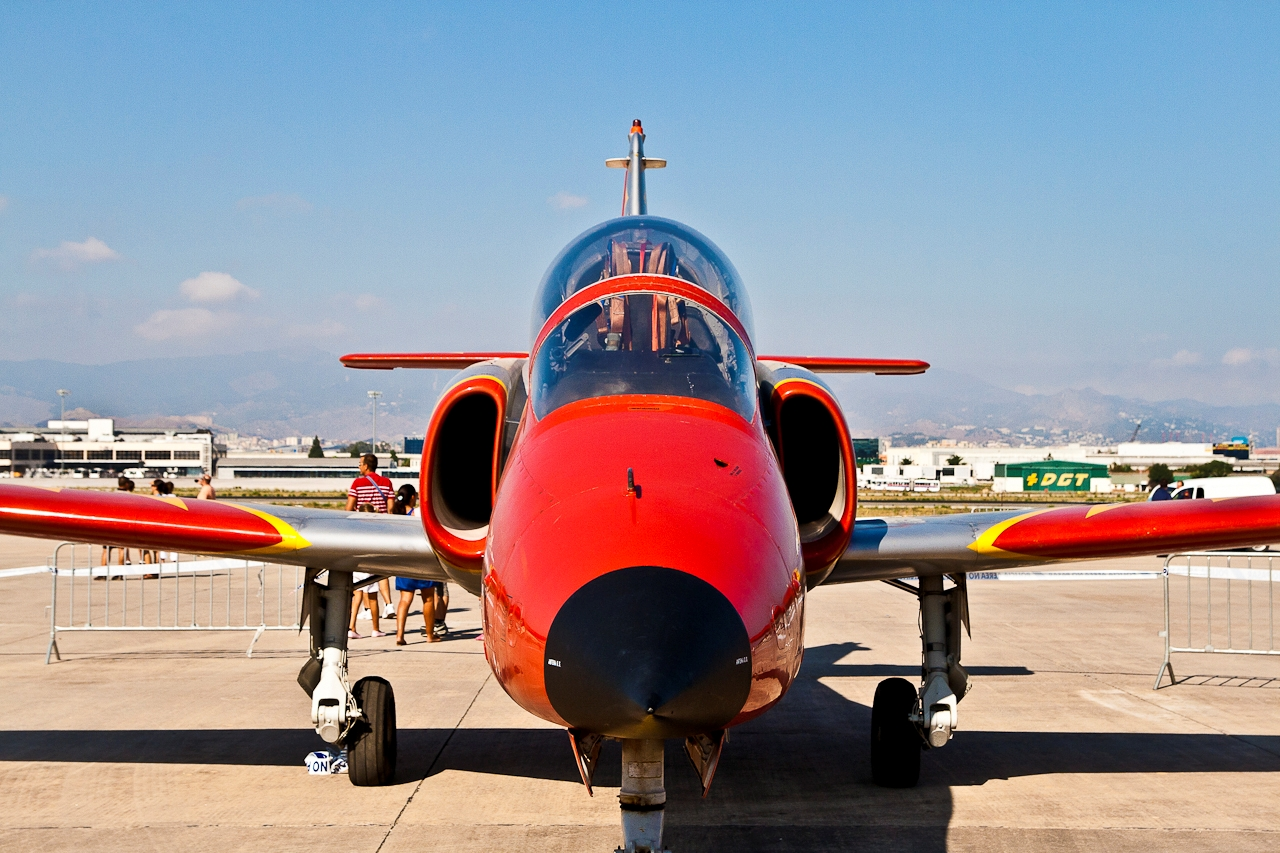
Vista frontal de un C-101 de la Patrulla Águila.

El C-101EB es un avión de enseñanza básica y avanzada en vuelo subsónico, pero equipado con los equipos de a bordo modernos para facilitar el paso sin transiciones a reactores de combate. Posee una buena aceleración (a pesar de la baja potencia de su motor Garrett TFE731, logrando una velocidad crucero de 734 km/h a 9145 m con vistas a acostumbrar a los futuros pilotos militares a las prestaciones de aparatos más avanzados. El C-101 es muy maniobrable a alta y baja cota, admitiendo factores de carga comprendidos entre +7,5 y -3,9 g. Además, el Aviojet es capaz de aterrizar a 100 nudos (185 km/h) y mantenerse en vuelo invertido durante 30 segundos. Como corresponde a su misión de entrenador, el “Mirlo” posee gran visibilidad en los dos puestos de pilotaje, además de contar con un sistema de encapuchado del alumno para la enseñanza del vuelo sin visibilidad, y disponer, en aras de la seguridad, de asientos eyectables Martin Baker MK-10L cero-cero. El C-101 carece de depósitos de combustible externos, aunque eso lo compensa con creces con una extraordinaria autonomía (entre 6 y 7 horas de vuelo continuado). Los depósitos internos son antiexplosiones. El tren de aterrizaje puede operar a velocidades de descenso de 34 m/s, posee frenos de disco (4 en cada una de las ruedas del tren principal), sistema antideslizamiento, rueda delantera orientable y neumáticos de baja presión. Los mandos del avión incluyen compensadores eléctricos y servoactuadores hidráulicos en alabeo. El C-101 tiene una aviónica bastante simple debido a que no es necesario para la escala básica de entrenamiento una aviónica superior. La aviónica del C-101 incluye la adopción de un visor de tiro calculador de predicción Saab RGS.2, TACAN, un VOR-ILS, radio UHF y VHF y un identificador IFF-SIF. El C-101 es un avión de construcción modular con el fin de ahorrar costes. El motor Garrett TFE731 fue elegido por ser un turbofán de alta derivación, lo que le permitía un gran ahorro de combustible. La cabina es presurizada con dos cúpulas independientes que se abren hacia la derecha. Además, el C-101 posee flaps ranurados, elevadores y timón manuales, alerones eléctricos y plano de cola con incidencia variable eléctrica. Este avión posee una gran bodega donde integrar equipos como cámara de reconocimiento, contramedidas, designadores láser, barquillas de cañón DEFA de 30 mm, etc.

## Historia operacional

### España
El C-101 tiene varias funciones en el Ejército del Aire. La función más conocida es la Fase II o escuela básica en la Academia General del Aire. La enseñanza de vuelo consta de tres fases, la escuela elemental, o Fase I de vuelo, que se realiza con aviones ENAER T-35 Pillán, la escuela básica, o Fase II y la escuela avanzada, o Fase III, que se desarrolla fuera de la AGA, en distintas bases dependiendo si el piloto va a la especialidad de combate (Talavera la Real, Badajoz), transporte (Matacán, Salamanca) o helicópteros (Armilla, Granada). Además, el C-101 está destinado al Grupo de Escuelas de la Base Aérea de Matacán (GRUEMA). Entre otras funciones desempeña la labor de dar entrenamiento a los pilotos de caza cuyo destino no es una unidad de combate, para que puedan mantener su calificación de vuelo en orden, además de participar en toda clase de ejercicios nacionales, así como controles de calidad de radares y misiones de policía aérea.

#### Patrulla Águila

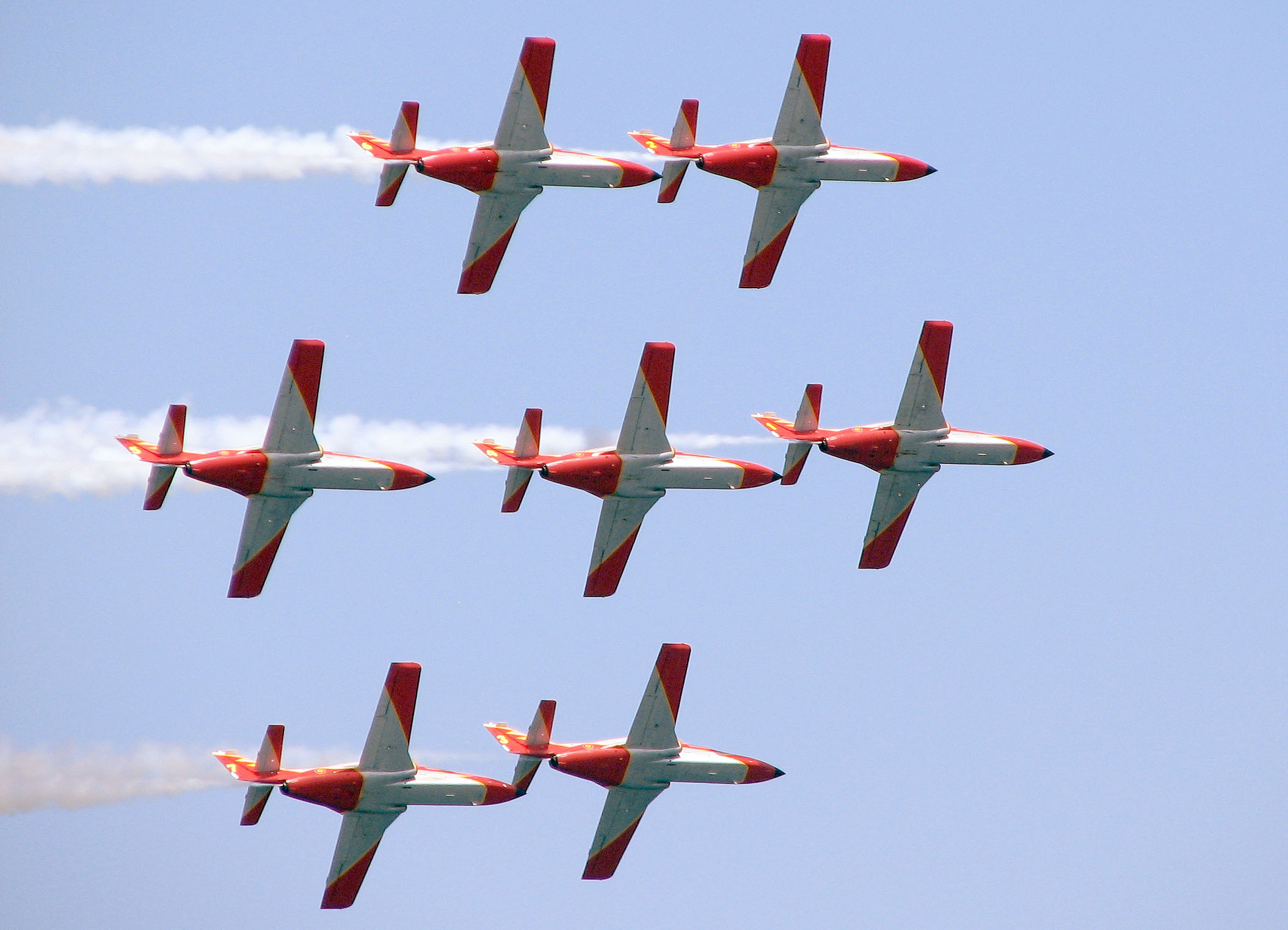
Los 7 aviones C-101EB de la Patrulla Águila en el Festival Aéreo de Gijón de 2007.

El C-101 es el avión usado por la Patrulla Águila (nombre elegido en honor del emblema de la AGA), de cuya primera exhibición se han cumplido ya más de 20 años, y que es heredera de la tradición de la Patrulla Ascua. Formada a tiempo parcial por instructores de la Escuela Básica de la Academia General del Aire, ya que, a diferencia de otras patrullas, no tienen dedicación completa, sino que han de compaginar su actividad en la patrulla con su labor docente, lo cual hace que sus logros sean aún más meritorios. Otro factor que aumenta el mérito de los integrantes de la Patrulla son las limitadas prestaciones de la propia montura, ya que para realizar ciertas maniobras que con otros aviones se pueden hacer holgadamente, en el caso del Aviojet han de exprimir prácticamente al límite las posibilidades del aparato. Han realizado centenares de vuelos de exhibición por toda Europa, Oriente Medio y América del Norte (incluyendo la ceremonia de apertura de los Juegos Olímpicos de Barcelona 1992). Su precisión y sus figuras se están convirtiendo en legendarias, cabiendo destacar que es la única que realiza aterrizajes de los siete aviones en formación. La patrulla adoptó años después un esquema especialmente atractivo, heredero de la Patrulla Ascua. Una exhibición básica de la Patrulla consiste en pasadas en formación mostrando distintas figuras, rotura de la formación y figuras por parejas, solos, cruces dobles, maniobras de “espejo” y seguidamente unas pasadas formando la bandera nacional, gracias a generadores de humo, y concluyendo con la “famosa” toma de la patrulla en formación.

### Componentes del C-101DD

#### Electrónica
| Sistema           | País        | Fabricante   | Notas                           |
| ----------------- | ----------- | ------------ | ------------------------------- |
| Sistema de escape | Reino Unido | Martin-Baker | Asiento eyectable modelo Mk.10L |

#### Propulsión
| Sistema | País           | Fabricante         | Notas           |
| ------- | -------------- | ------------------ | --------------- |
| Motor   | Estados Unidos | Garrett AiResearch | 1 × TFE731-5-1J |

## Variantes

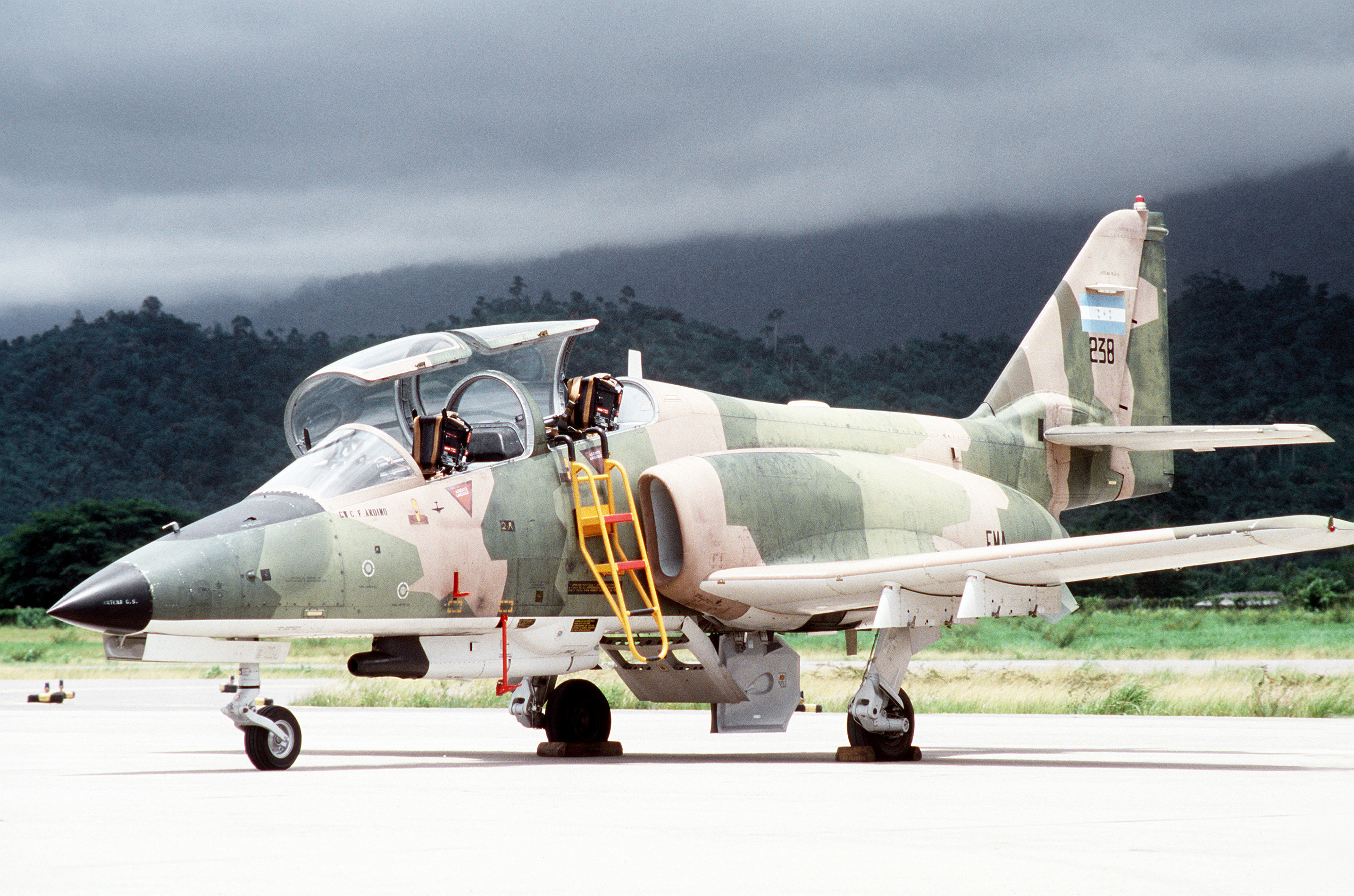
C-101BB de la Fuerza Aérea de Honduras equipado con un cañón DEFA de 30 mm y cuatro soportes subalares.

### C-101EB
Es la versión encargada por el Ejército del Aire de España, donde recibe la designación E.25. Es la versión que se ha fabricado en mayor número, 88 aparatos construidos. El Aviojet (en España apodado oficialmente “Mirlo” y extraoficialmente «Culopollo») cumple varias funciones dentro del Ejército del Aire, siendo la más conocida la instrucción de pilotos en la Escala Básica de vuelo. El C-101EB es la versión de lanzamiento del avión y por tanto la menos sofisticada.

### C-101BB
Es la versión de exportación del entrenador C-101EB. Se diferencia del anterior en que tiene un motor Garrett TFE731-3-1J con algo más de potencia (200 libras) que el Garrett TFE731-2-3J del EB, y en la instalación de seis pilones bajo las alas para cargas de hasta 500 kg, más un punto duro bajo el fuselaje para equipos modulares de reconocimiento, doble ametralladora de 12,70 mm o un contenedor de cañón DEFA de 30 mm. La Fuerza Aérea de Chile adquirió 12 ejemplares, 4 provenientes de CASA y los otros 8 montados por ENAER. Son conocidos localmente como T-36 Halcón. Cuatro ejemplares más se vendieron a la Fuerza Aérea de Honduras.

### C-101CC

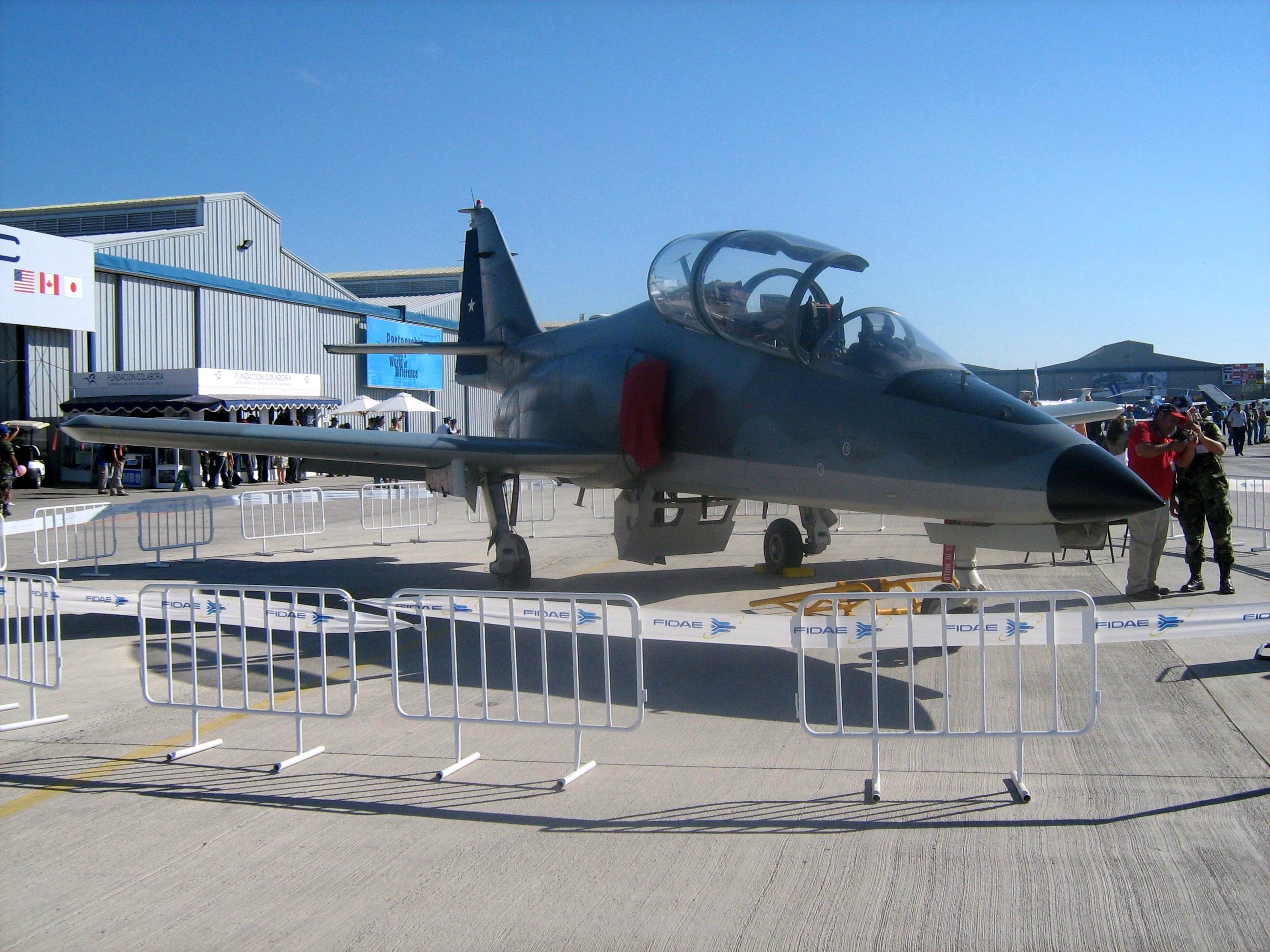
Uno de los C-101CC de la Fuerza Aérea de Chile, en la que son designados como A-36 Halcón.

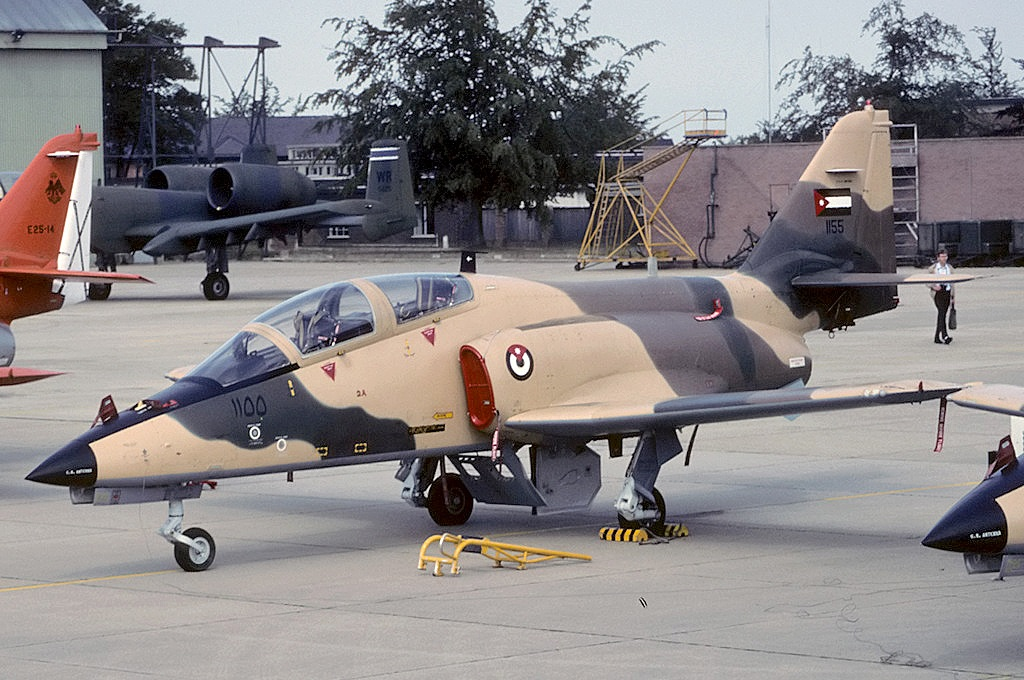
Un C-101CC de la Fuerza Aérea de Jordania en el Royal International Air Tattoo de 1990.

Voló por primera vez el 16 de noviembre de 1983, y es una versión optimizada para el ataque ligero, construida según una solicitud de la Fuerza Aérea de Chile. No aumenta la capacidad de llevar armas del C-101BB pero sí su autonomía, que en este modelo supera holgadamente las siete horas. Además, el turbofán Garrett alcanza las 4700 libras de empuje. En Chile se le conoce como A-36 Halcón, donde 35 ejemplares (12 C-101BB y 23 C-101CC de los cuales 4 fabricados en España, el resto montados por ENAER en Chile bajo licencia) fueron entregados. La FACh llegó a evaluar la posibilidad de usarlo como plataforma de lanzamiento del misil antibuque Sea Eagle, para lo que se dotaría al C-101 con un HUD de Ferranti y un sistema de guía inercial FIN 2000. Sin embargo esta posibilidad se canceló al comprar la Armada de Chile 8 helicópteros Eurocopter Cougar, equipados con misiles antibuque AM.39 Exocet. Aun así los C-101 chilenos han recibido diversas modificaciones de equipos incluyendo sistema de control de tiro y navegación, HUD y posibilidad de usar misiles aire-aire Rafael Shafrir 2. Jordania también adquirió el C-101CC y lo utilizó como entrenador y avión de ataque ligero. 16 ejemplares sirvieron en el Air College King Hussein de la base de Al-Mafraq.

### C-101DD
Finalmente, CASA desarrolló una versión mejorada denominada C-101DD con nueva aviónica, que incluía por ejemplo un radar GEC Marconi, un computador calculador de trayectoria, mandos HOTAS, un receptor de alerta radar ALR-66, un HUD Ferranti, lanzador de chaffs y bengalas y compatibilidad con el misil AGM-65 Maverick. Ese avión voló como prototipo en 1985 y fue presentado posteriormente como contendiente para el concurso JPATS de la Fuerza Aérea y la Armada de los Estados Unidos, pero no llegó a recibir pedido alguno.

## Operadores
España
- Ejército del Aire: 88 C-101EB.[10]

 Honduras
- Fuerza Aérea Hondureña: 4 C-101BB entregados entre 1982 y 1984.

### Antiguos usuarios
Chile
- Fuerza Aérea de Chile: 35 aeronaves adquiridas, fueron dadas de baja en diciembre de 2022, tras 41 años de servicio.[11]

 Jordania
- Real Fuerza Aérea Jordana: 16 C-101CC adquiridos.

## Incidentes y accidentes
Hasta abril de 2012, el C-101 ha estado involucrado en 19 incidentes, incluyendo 18 accidentes aéreos.

#### España
- El 2 de septiembre de 2005, un C-101EB del Ejército del Aire español se estrelló contra una casa en la localidad jienense de Baeza, a causa de una actuación temeraria del piloto, muriendo el mismo junto con dos ocupantes de la vivienda, madre e hija.[13]

- El 26 de abril de 2012, un C-101EB de la Academia General del Aire se estrelló en Alcalá de Henares, falleciendo sus 2 tripulantes.[14]

- El 26 de agosto de 2019, un C-101EB del Ejército del Aire, durante un vuelo de instrucción, se estrella en el Mar Mediterráneo frente a La Manga del Mar Menor (Región de Murcia). La tripulación estaba formada únicamente por el comandante Francisco Marín Núñez, instructor de la Academia General del Aire, que falleció en el accidente.[15]

- El 27 de febrero de 2020, un C-101EB del Ejército del Aire, perteneciente a la Patrulla Águila, se estrelló en el Mar Mediterráneo frente a La Manga del Mar Menor (Región de Murcia). Fallece el comandante Eduardo "Ayo" Garvalena Crespo, miembro de la Patrulla Águila.

#### Chile
- El 5 de marzo de 1984, el T-36BB Halcón matrícula FACH 405 sufrió un accidente mientras desarrollaba una rutina de acrobacia aérea sobre La Base Aérea El Bosque, Santiago, durante el desarrollo de FIDA'84.

- El 1 de junio de 1999, 2 aviones de instrucción A-36 chilenos colisionan en vuelo en las cercanías de la Salitrera Victoria en el norte de Chile. Los 4 tripulantes (Comandante de escuadrilla Gustavo Ludwig Gronemeyer, Capitán Carlos Cárdenas y los subtenientes Francisco Fuentes y Diego Bolaño), pertenecientes al Grupo de Aviación N° 1, lograron eyectarse. El Comandante en jefe de la FACH atribuyó el accidente a un «error humano».

- 18 de octubre de 2001, un A-36 se estrella contra un cerro en las inmediaciones del Fuerte Baquedano (Iquique), muriendo sus 2 tripulantes.

- El 19 de diciembre de 2003, el piloto de la Fuerza Aérea de Chile (FACh) voló la aeronave A-36 N° Fach 414 en una misión táctica, la cual presentó fallos mecánicos durante el vuelo poco después de despegar de la base aérea. Esto obligó al piloto a eyectarse, estrellándose posteriormente la aeronave en un lugar cercano al aeropuerto Diego Aracena, en Iquique, sin que resultaran lesionados el piloto ni terceros.

#### Jordania
- El 4 de octubre de 2005, dos C-101CC de la Fuerza Aérea Jordana colisionaron en el aire, falleciendo 2 tripulantes.[16]

## Curiosidades

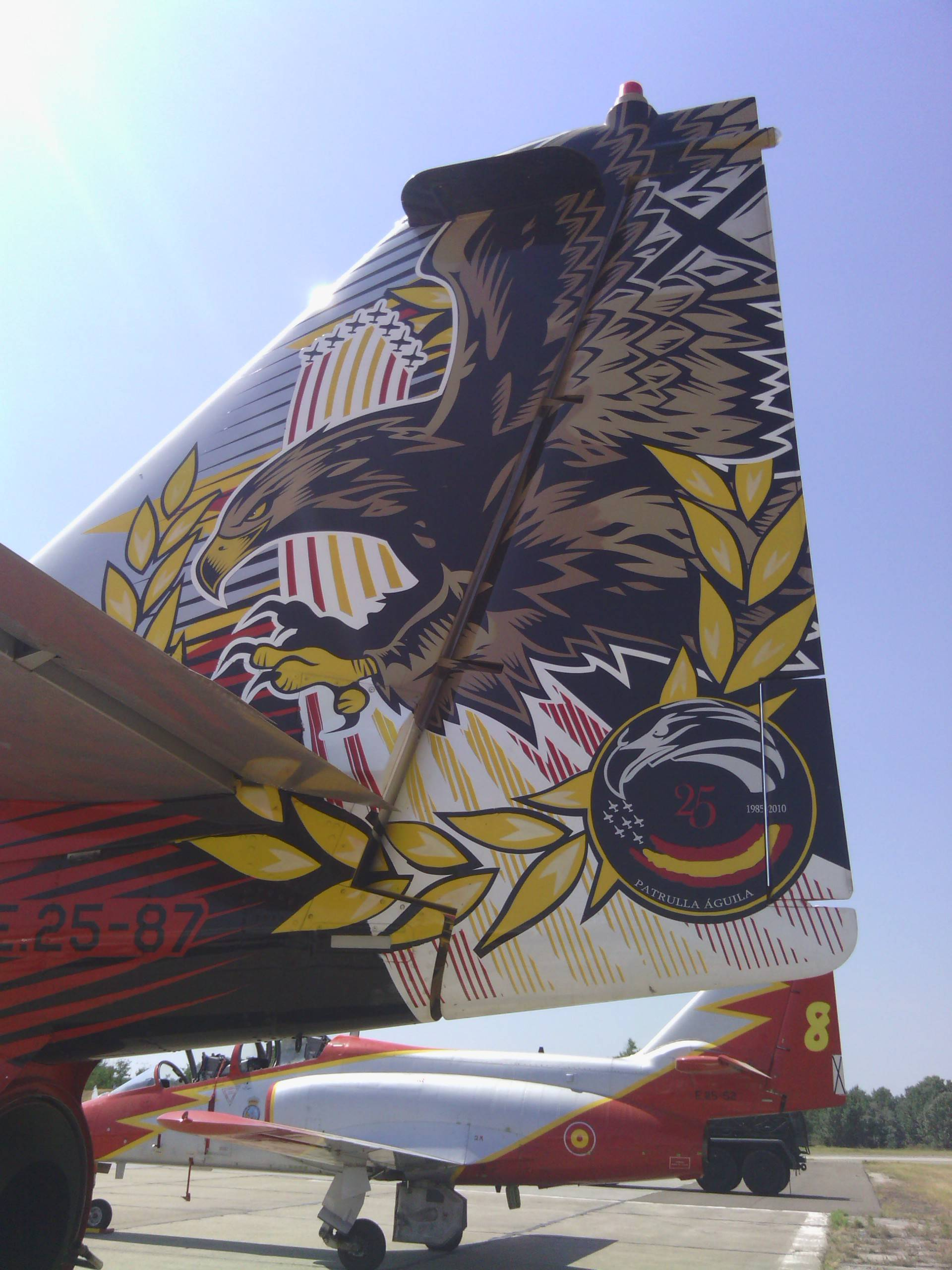
Cola del C-101 de la Patrulla Águila pintada con motivo del 25º aniversario.

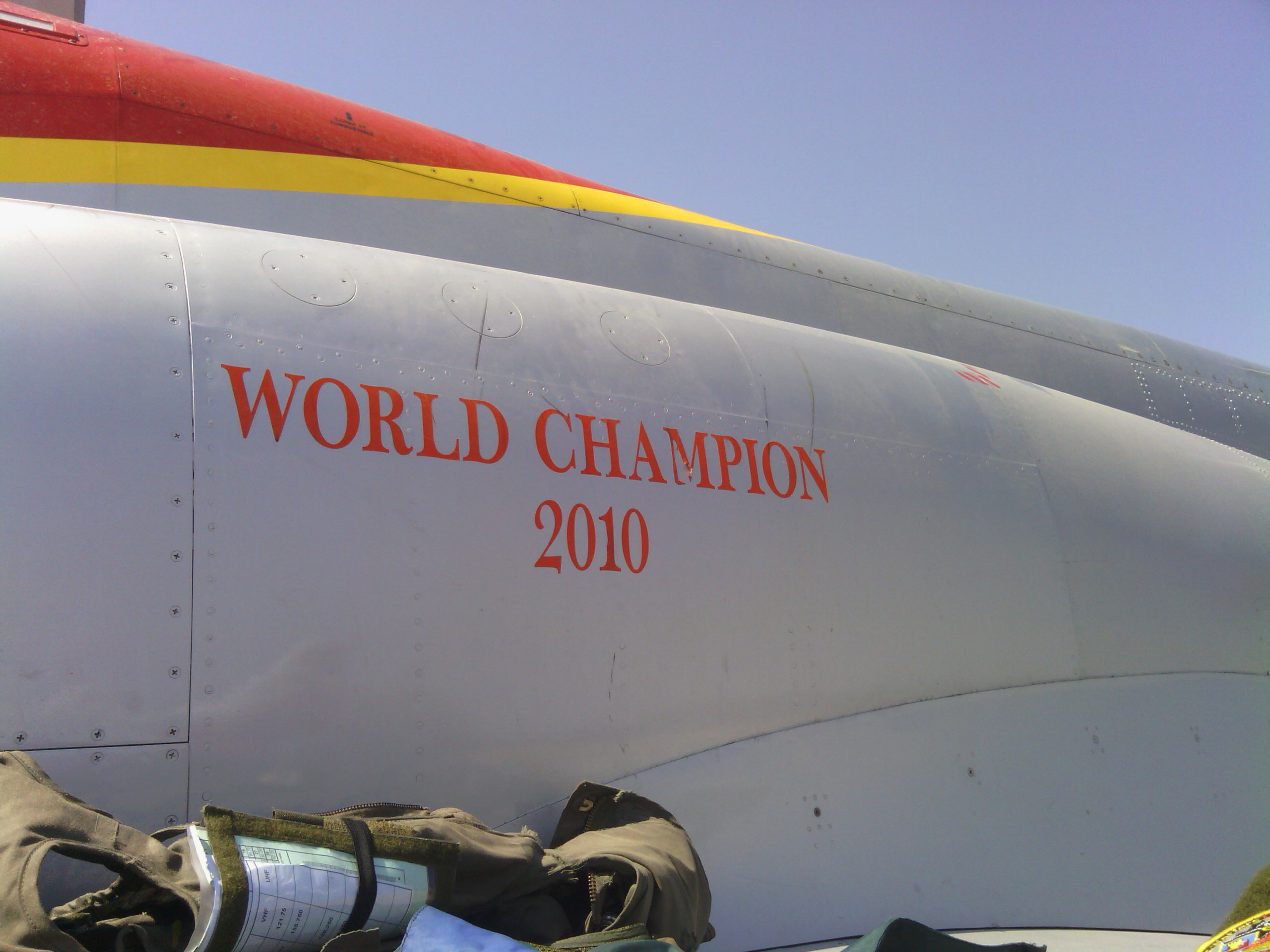
Pegatina World Champion 2010.

Con motivo del 25º aniversario de la Patrulla Águila, se pintó la cola del avión número 5. El avión tiene además una pegatina con la leyenda «World Champion 2010», en conmemoración de la victoria de la selección española en la Copa Mundial de Fútbol de 2010. La pegatina fue creada por la patrulla de la Real Fuerza Aérea de los Países Bajos, pero como su selección perdió la final, se la regalaron a la patrulla española, con la que habían coincidido ese día en una exhibición.
En enero de 2022, en la rotonda de acceso a la Colonia Ciudad del Aire de Alcalá de Henares (Madrid) se instala un C-101 como homenaje al comandante Eduardo "Ayo" Garvalena, fallecido en acto de servicio el 27 de febrero de 2020 en Murcia. El avión lleva el nombre del piloto en el fuselaje y el número cinco de la Patrulla Águila.

## Especificaciones (CASA C-101CC)

### Características generales
- Tripulación: Dos
- Longitud: 12,3 m (40,2 ft)
- Envergadura: 10,6 m (34,8 ft)
- Altura: 4,3 m (13,9 ft)
- Superficie alar: 20 m² (215,3 ft²)
- Perfil alar: Norcasa 15 (15%)[20]
- Peso vacío: 3800 kg (8375,2 lb)
- Peso cargado: 5000 kg (11 020 lb)
- Peso máximo al despegue: 5600 kg (12 342,4 lb)
- Planta motriz: 1× turbofán Garrett TFE731-5-1J.
  - Empuje normal: 19,1 kN (1951 kgf; 4301 lbf) de empuje.

### Rendimiento
- Velocidad máxima operativa (Vno): 770 km/h (478 MPH; 416 kt)
- Velocidad crucero (Vc): 656 km/h (408 MPH; 354 kt)
- Alcance: 4000 km (2160 nmi; 2485 mi)
- Alcance en ferry: 2000 km con 30 min de reserva
- Techo de vuelo: 12 800 m (41 995 ft)
- Régimen de ascenso: 24,9 m/s (4902 ft/min)
- Carga alar: 250 kg/m² (51,2 lb/ft²)
- Empuje/peso: 0,322
- Límites de fuerzas G: +7,5/-3,9 a 4500 kg

### Armamento
- Armas de proyectiles: 

  - 1× cañón automático DEFA de 30 mm o
  - 2× ametralladoras M3 .50 de 12,7 mm
- Puntos de anclaje: 6 pilones subalares con una capacidad de 2220 kg, para cargar una combinación de:  
  - Bombas: De caída libre
  - Cohetes: Diversos tipos de lanzacohetes
  - Misiles: 

    - 2x Rafael Shafrir 2 (aire-aire)
    - 2x Sea Eagle (aire-superficie)
    - 2x AGM-65 Maverick (aire-superficie)

## Aeronaves relacionadas

### Aeronaves similares
- FMA IA 63 Pampa
- Aero L-39 Albatros
- Hongdu JL-8
- Aermacchi MB-339
- Aermacchi S-211
- Kawasaki T-4
- PZL I-22 Iryda
- BAE Hawk
- IAR 99
- Dassault-Breguet/Dornier Alpha Jet
- Soko G-4 Super Galeb

### Secuencias de designación
- Aviones militares de CASA: ← C-202 - C-207 - C-212 - C-101 - C-102 - CN-235 - C-295 →
- Secuencia E._ (Aeronaves de Escuela del Ejército del Aire español, 1954-1978): ← E.22 - E.23 - E.24 - E.25 - E.30 - E.31
- Secuencia E._ (Aeronaves de Escuela del Ejército del Aire español, 1978-presente): ← E.20 - E.22 - E.24 - E.25 - E.26 - E.27 - E.30 →